# Річки Запорізької області
Головною річкою Запорізької області є Дніпро з великим Каховським водосховищем. Каховське водосховище утворено на місці давніх плавнів Великого Лугу, що був унікальною екосистемою з численними протоками, островами, озерами, хащами і гаями. Притоками були: ліва — річка Кінська (149 км), що існує і тепер як притока Дніпра, Річище, Ревун.
Деякі річки басейну Азовського моря утворюють лимани.
Територія Запорізької області поділяється між басейном Дніпра (51 %) та басейном Азовського моря (49 %).
На території області протікає 109 річок завдовжки понад 10 км кожна. У межах області розташовано 846 озер, 28 водосховищ, 1174 ставків.

## Перелік річок за басейнами

### Басейн Дніпра
- Дніпро — населені пункти: Запоріжжя, Розумівка, Лисогірка, Біленьке, Приморське, Малокатеринівка, Верхня Криниця, Скельки, Дніпрорудне, Балки, Благовіщенка, Іванівка, Енергодар, Кам'янка-Дніпровська, Велика Знам'янка
  - (Самара) — за межами області
    - (Вовча) — за межами області
      - Гайчул — ліва притока Вовчої; Новоукраїнка, Федорівка, Гуляйполе
        - Кам'янка — Кам'янка
        - Янчул — права; Малинівка, Полтавка, Успенівка, Новомиколаївка
          - Солона — права; Ольгівське

      - Верхня Терса — ліва; Любицьке, Новомиколаївка
        - Солона (1) — права;
        - Солона (2) — права; Барвинівка
        - Широка — права; Ясна Поляна
        - Солона — ліва; Петропавлівка

  - Вільнянка — ліва
  - Верхня Хортиця — права; Запоріжжя
  - Середня Хортиця — права; Запоріжжя, Бабурка
  - Нижня Хортиця (Капустяна) — права;
  - Мокра Московка — ліва; Наталівка, Запоріжжя
  - Кінська (Конка, Кінські Води) — ліва; Кінські Роздори, Воскресенка, Пологи, Інженерне, Мала Токмачка, Преображенка, Оріхів, Таврійське (Жеребець), Юрківка, Комишуваха, Веселянка, Григорівка, Приморське, Малокатеринівка
    - Мокра Кінська — права;
    - Суха Кінська — права; Гусарка, Кінські Роздори
    - Мала Токмачка — ліва; Григорівка, Семенівка, Тарасівка, Басань
    - Вербова — ліва; Вербове, Новоданилівка
    - Жеребець — права; Степове, Таврійське (Жеребець)

  - Янчекрак — ліва; Кам'янське
  - Карачокрак — ліва; Василівка
  - Томаківка — права; Лукашеве, Широке
  - Велика Білозерка — ліва; Мала Білозерка, Велика Білозерка, Кам'янка-Дніпровська, Велика Знам'янка

### Протоки Великого Лугу
Старий Дніпро, Кушугум (Балабине, Кушугум), Кривий Кушугум, Швидка, Пісковата, Кінська.

### Басейн Азовського моря
- Берда — населені пункти: Олексіївка, Смирнове, Бердянськ, Білоцерківка, Захарівка, Троїцьке, Миколаївка
  - Більманка — ліва притока
  - Грузька — ліва притока; Комиш-Зоря, Благовіщенка, Білоцерківка
    - Грузенька — ліва; Білоцерківка

  - Каратюк — ліва; Захарівка
    - Темрюк — ліва; Темрюк

  - Каратиш — ліва; Стародубівка
    - Солона; Бойове

  - Берестова — права; Берестове, Троїцьке
- Обиточна затока
  - Обіточна (річка) — Новопавлівка, Борисівка, Банівка, Приморськ, Преслав
    - Салтич — права; Салтичія
    - Сасикулак — права; Радолівка
    - Чокрак — права; Єлисеївка, Єлизаветівка
    - Кільтичія (Кільтичия) — ліва; Новотроїцьке, Трояни, Дмитрівка, Успенівка, Андріївка
      - Комишувата — ліва; Андріївка
      - Буртиччя — ліва; Софіївка

  - Лозуватка — Зеленівка, Юр'ївка, Софіївка, Вячеславка, Лозуватка, Інзівка, Орлівка
  - Корсак — Богданівка, Ботієве[2]
    - Шовкай — права; Мар'янівка
    - Метрозли — права; Воскресенка
      - Апокни — права; Нововасилівка, Федорівка, Дмитрівка

  - Домузла — Приазовське, Новокостянтинівка
    - Акчокрак — права; Дівнинське

  - Солона — Набережне
- Молочний лиман — Радивонівка, Гірсівка, Охрімівка, Кирилівка
  - Молочна — Молочанськ, Старобогданівка, Терпіння, Семенівка, Вознесенка, Мелітополь, Костянтинівка, Молочне
    - Токмак (Токмачка) — ліва; Чернігівка, Остриківка, Токмак
      - Каїнкулак — права; Новополтавка, Новоказанкувате
      - Сисикулак — права; Пірчине, Чернігівка
      - Бандурка — права; Новомихайлівка, Скелювате

    - Чингул — права; Садове
    - Курошани (Крушанли) — ліва; Довге, Орлове
      - Бегім-Чокрак — права; Владівка, Балкове
      - Апанли — ліва; Богданівка, Зелений Яр

    - Юшанли — ліва; Лагідне
      - Сасикулак — права; Просторе
      - Нельгівка — права; Квіткове
      - Чокрак — ліва; Ільїне

    - Арабка — ліва; Астраханка
    - Сага — ліва; Костянтинівка, Молочне

  - Тащенак — права; Новомиколаївка, Радивонівка
  - Джекельня — ліва; Надеждине
- Утлюцький лиман
  - Атманай (впадає в Болградський Сивашик)
  - Малий Утлюк — ліва; Якимівка, Володимирівка, Шелюги
  - Великий Утлюк — права; Широке, Велика Тернівка, Новоданилівка, Вовчанське, Давидівка

Див. також:
- Водосховища Запорізької області
- Стави Запорізької області